# Гарбатка-Летнисько
Гарбатка-Летнисько (пол. Garbatka-Letnisko) — село в Польщі, у гміні Гарбатка-Летнисько Козеницького повіту Мазовецького воєводства.
Населення — 3163 особи (2011).
У 1975-1998 роках село належало до Радомського воєводства.

## Демографія
Демографічна структура станом на 31 березня 2011 року:
|          | Загалом | Допрацездатний вік | Працездатний вік | Постпрацездатний вік |
| -------- | ------- | ------------------ | ---------------- | -------------------- |
| Чоловіки | 1530    | 285                | 1069             | 176                  |
| Жінки    | 1633    | 263                | 924              | 446                  |
| Разом    | 3163    | 548                | 1993             | 622                  |